# 釧路港

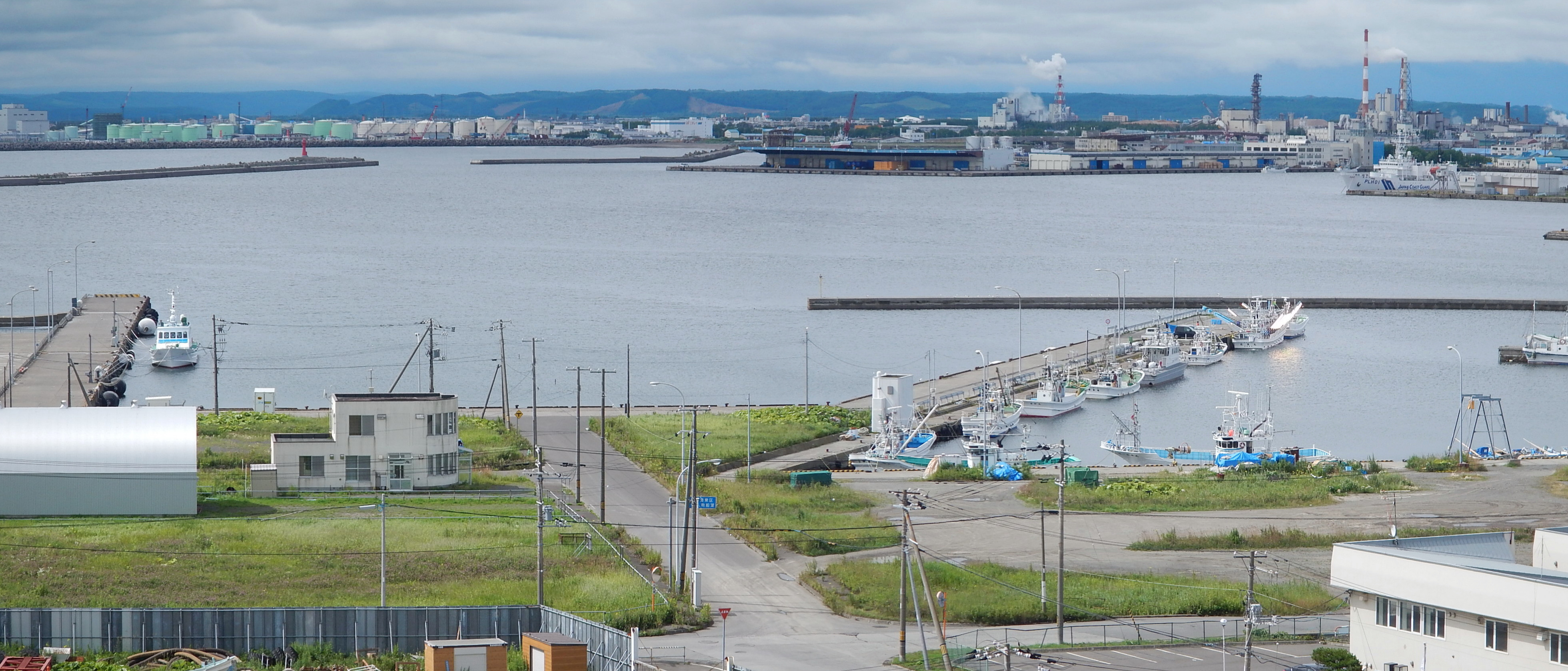
釧路港（東港区）

釧路港（日语：くしろこう）是位於日本北海道釧路市的一座港口。港口管理者是釧路市。在日本的港灣法上，釧路港被定為重要港灣。在港則法上被定為特定港。釧路港有各國的大型郵輪停靠，是北海道具代表性的國際貿易港，有北方玄關之稱。釧路港也是北海道最大的穀物進出口港，有北海道最大的穀物儲藏設施。釧路港位於釧路川河口，是一座大規模不凍港。自明治時代開始就是貿易港。釧路港可大致分為東港區和西港區。東港區自明治時代就是港口，西港區則有北海道最大的大規模飼料肥料生產區。釧路港現在開闢有多條至日本國內外的定期貨運航路。
按照中華人民共和國政府的一帶一路計劃，釧路港被定位成亞洲的玄關以及國際海港物流據點，並提出「北有釧路 南有新加坡」的說法，希望釧路港能配合中國使用北極航道運送貨物往返歐洲，以及其與北美洲接近的地理位置，成長到能和南邊的新加坡港匹敵的港口。

## 外部連結
- 釧路港の概要 （页面存档备份，存于） - 釧路市
- 釧路港 - 国土交通省北海道開発局